# George W. Baker
George William Baker (* 1917; † 1996) war ein britischer Diplomat.
Er war von 1975 bis 1977 Hochkommissar des Vereinigten Königreichs in Papua-Neuguinea.
Ausgezeichnet wurde er mit der Ernennung zum Commander des Order of the British Empire.